# In My Cabana
In My Cabana är en låt av den polska sångerskan Margaret.  Låten skrevs av Anderz Wrethov, Linnea Deb, Arash Labaf och Robert Uhlmann. Den deltog i Melodifestivalen 2018 och kvalificerade sig till final genom Andra chansen och slutade på en sjunde plats.